# Cristian Poglajen
Cristian Gabriel Poglajen (Rafael Castillo, 14 luglio 1989) è un pallavolista argentino di origine slovena, schiacciatore dell'UPCN.

## Carriera

### Club
La carriera di Cristian Poglajen inizia nel 2007, quando, dopo aver giocato a livello scolastico, entra a far parte del settore giovanile del Vélez Sarsfield; in seguito entra a far parte della nazionale argentina Under-21, impegnata nella Liga A2. Nella stagione 2008-09 fa il suo esordio nella Liga Argentina de Voleibol col Belgrano di Córdoba, mentre nella stagione seguente passa al Villa María, dove milita per due annate. Nel campionato 2011-12 gioca per la prima volta all'estero, approdando in Belgio per giocare la Liga A col Roeselare. Nel campionato seguente è nuovamente in patria, questa volta difendendo i colori del Sarmiento di Resistencia.
Nella stagione 2013-14 gioca in Polonia, partecipando alla Polska Liga Siatkówki con l'Effector Kielce. Nelle due annate seguenti viene ingaggiato in Brasile: nella prima difende i colori del Montes Claros, in Superliga Série A, nella seconda invece veste la maglia dell'Escola do Corpo di São José dos Campos, sempre nella massima divisione brasiliana. Nel campionato 2016-17 ritorna in Argentina, ingaggiato dal Lomas, vincendo la Coppa ACLAV e venendo premiato come miglior schiacciatore della Liga Argentina de Voleibol. Nel campionato seguente approda in Italia, dove disputa la Superlega con la Porto Robur Costa di Ravenna, con cui vince la Challenge Cup 2017-18.
Dopo un biennio in Romagna, nella stagione 2019-20 si accasa in Turchia, partecipando alla Efeler Ligi con lo Ziraat Bankası: resta nella massima divisione turca anche nella stagione seguente, ingaggiato dal neopromosso Afyon. Nel campionato 2021-22 approda invece nella Ligue A francese, dove difende i colori dello Stade Poitevin, mentre nel campionato 2022-23 rientra in patria per difendere i colori dell'UPCN.

### Nazionale
Fa parte delle selezioni giovanili argentino e nel 2008 conquista la medaglia d'oro al campionato sudamericano Under-21, mentre un anno dopo vince quella di bronzo al campionato mondiale Under-21.
Nel 2010 fa il suo esordio in nazionale maggiore, vincendo la medaglia d'argento alla Coppa panamericana. Due anni dopo partecipa ai Giochi della XXX Olimpiade di Londra. Dopo aver vinto la medaglia di bronzo alla Coppa panamericana 2014, partecipa ai Giochi della XXXI Olimpiade di Rio de Janeiro.
Nel 2017 si aggiudica la medaglia d'oro alla Coppa panamericana e quella di bronzo al campionato sudamericano. Nel 2021 conquista la medaglia di bronzo ai Giochi della XXXII Olimpiade di Tokyo.

## Palmarès

### Club
- Coppa ACLAV: 1

2016
- Challenge Cup: 1

2017-18

### Nazionale (competizioni minori)
- Campionato sudamericano Under-21 2008
- Campionato mondiale Under-21 2009
- Coppa Panamericana 2010
- Memorial Hubert Wagner 2012
- Coppa Panamericana 2014
- Coppa Panamericana 2017

### Premi individuali
- 2017 - Liga Argentina de Voleibol: Miglior schiacciatore